# Риттер, Оле
Оле Риттер (дат. Ole Ritter; род. 29 августа 1941,  в  городе Слагельсе, Дания) — датский профессиональный шоссейный и трековый велогонщик в 1967-1978 годах. Победитель на трёх индивидуальных этапах Джиро д’Италия
(1967,1969, 1971).

## Достижения

### Рекорды
19 сентября 1965 года на велодроме в Риме установил рекорд на дистанции 100 км. равный 2 часам 19 минутам 01 секунде.
10 октября 1968 года в Мехико установил часовой рекорд езды, равный 48 653 метрам.

### Шоссе
1962
1-й  Чемпион Дании — Групповая гонка (любители)
2-й  Чемпионат мира — Групповая гонка (любители)
2-й  Чемпионат мира — Командная гонка
1964
1-й  Чемпион Дании — Групповая гонка (любители)
7-й Летние Олимпийские игры — Командная гонка
1965
5-й Чемпионат мира — Групповая гонка (любители)
1966
1-й  Чемпион Дании — Групповая гонка (любители)
3-й - Тур Бельгии (любители)
8-й Чемпионат мира — Групповая гонка (любители)
1967
1-й — Этап 16 (ИГ) Джиро д’Италия
3-й - Tour du Latium
3-й - Милан — Виньола
9-й - Тиррено — Адриатико — Генеральная классификация
9-й - Трофей Бараччи (вместе с Эдди Бигелсом)
10-й - Кубок Бернокки
1968
1-й - Трофей Маттеоти
2-й - Трофей Бараччи (вместе с Херманом Ван Спрингелом)
2-й - Giro della Provincia di Reggio Calabria
3-й - Милан — Виньола
3-й - Critérium des As
8-й - Милан — Турин
1969
1-й — Этап 17 Джиро д’Италия
1-й — Этап 5 (ИГ) Джиро ди Сардиния
2-й - Джиро дель Пьемонте
2-й - Гран-при Лугано (ИГ)
2-й - Трофей Бараччи (вместе с Джанни Мотта)
4-й - Джиро дель Эмилия
4-й - Гран-при Наций (ИГ)
5-й - Джиро делла Романья
8-й - Гран-при города Камайоре
9-й - Джиро ди Сардиния — Генеральная классификация
1-й — Этап 5b (ИГ)
1970
1-й - Гран-при Лугано (ИГ)
1-й — Этап 2 Париж — Ницца
2-й - Трофей Бараччи (вместе с Лейфом Мортенсеном)
2-й - Гран-при Наций
3-й - Джиро делла Романья
4-й - Трофей Лигурии
6-й - Джиро ди Ломбардия
8-й - Джиро ди Сардиния — Генеральная классификация
9-й - Джиро д’Италия — Генеральная классификация
1971
1-й — Этап 20 (ИГ) Джиро д’Италия
1-й — Этап 4 (ИГ) Джиро ди Сардиния
2-й - Джиро дель Эмилия
2-й - Tour du Latium
3-й - Giro della Provincia di Reggio Calabria
3-й - Джиро делла Романья
4-й - Гран-при города Камайоре
6-й - Трофей Бараччи (вместе с Джанни Мотта)
7-й - Джиро ди Тоскана
9-й - Тур Фландрии
9-й Чемпионат мира — Групповая гонка (профессионалы)
9-й - Джиро дель Аппеннино
10-й - Джиро ди Сардиния — Генеральная классификация
1-й — Этап 4а (ИГ)
10-й - Три варезенские долины
1972
3-й - Гран-при Лугано (ИГ)
4-й - Трофей Бараччи (вместе с Йозефом Фуксом)
8-й - Тиррено — Адриатико — Генеральная классификация
8-й - Джиро дель Эмилия
9-й - Париж — Рубе
10-й - Джиро дель Пьемонте
1973
4-й - Giro di Puglia — Генеральная классификация
6-й - Тиррено — Адриатико — Генеральная классификация
7-й - Джиро д’Италия — Генеральная классификация
7-й - Тур Романдии — Генеральная классификация
7-й - Милан — Турин
1974
1-й - Гран-при Лугано (ИГ)
2-й - Giro di Puglia — Генеральная классификация
1-й — Этап 4
4-й - Джиро дель Эмилия
5-й - Трофей Маттеоти
7-й - Тиррено — Адриатико — Генеральная классификация
9-й - Джиро ди Ломбардия
9-й - Вуэльта Валенсии — Генеральная классификация
1-й — Этап 2
1975
6-й - Giro di Puglia — Генеральная классификация
9-й - Гран-при Лугано (ИГ)
1976
4-й - Giro di Puglia — Генеральная классификация
5-й - Giro della Provincia di Reggio Calabria
8-й - Джиро ди Кампания

### Трек
1968
2-й  Чемпионат мира — Индивидуальная гонка преследования (профессионалы)
1971
4-й Чемпионат мира — Индивидуальная гонка преследования (профессионалы)
1974
1-й Шесть дней Хернинга (вместе с Лео Дундамом)
1975
1-й Шесть дней Хернинга (вместе с Лео Дундамом)
1976
1-й  Чемпион Европы в дисциплине дерни
1977
1-й Шесть дней Копенгагена (вместе с Патриком Серкю)
3-й  Чемпионат Европы в дисциплине дерни
1978
2-й Шесть дней Копенгагена (вместе с Вилфридом Пеффгеном)

## Статистика выступлений

### Гранд-туры
| Гранд-тур                 | 1967 | 1968 | 1969 | 1970 | 1971 | 1972 | 1973 | 1974 | 1975 | 1976 |
| ------------------------- | ---- | ---- | ---- | ---- | ---- | ---- | ---- | ---- | ---- | ---- |
| Джиро д’Италия            | НФ   | 49   | НФ   | 9    | 24   | 11   | 7    | НФ   | —    | НФ   |
| Тур де Франс              | —    | —    | —    | —    | —    | —    | —    | —    | 47   | —    |
| (c 2010 ) Вуэльта Испании | —    | —    | —    | —    | —    | —    | —    | —    | —    | —    |

| —  | Не участвовал  |
| НФ | Не финишировал |

## Фильмография
Оле Риттер стал главным героем вышедшего в 1974 году документального фильма «Звезды и водоносы» («Stars and Watercarriers»), снятого датским режиссером Йорген Летом, и показывающего различное состояние гонщика во время трёхнедельной велогонки Джиро д’Италия 1973 ( Видео).